# سامسونگ گلکسی آ۷۲
سامسونگ گلکسی آ۷۲ (انگلیسی: Samsung Galaxy A72) یک تلفن هوشمند مبتنی بر اندروید است که توسط سامسونگ الکترونیک تولید و عرضه شده‌است. این گوشی به‌عنوان جانشین سامسونگ گلکسی آ۷۱ و در کنار سامسونگ گلکسی آ۵۲ در رویداد Awesome Unpacked سامسونگ در ۱۷ مارس ۲۰۲۱ معرفی شد. گلکسی آ۷۲ بسیاری از ویژگی‌های نسخهٔ قبلی خود را حفظ کرده‌است، اما از برتری‌های این گوشی نسبت به نسل قبلی خود می‌توان به باتری قوی‌تر ۵۰۰۰ میلی‌آمپری، پشتیبانی از درجه حفاظت IP67 و اضافه شدن دوربین تله فوتو ۸ مگاپیکسلی اشاره کرد.
امتیاز تک هسته‌ای سامانه روی یک تراشه این گوشی (اسنپ‌دراگون ۷۲۰جی) از امتیاز تک هسته‌ای سامانه روی یک تراشه گلکسی آ۷۱ (اسنپ‌دراگون ۷۳۰جی) کمتر است.

## مشخصات

### بدنه
- ابعاد: ۱۶۵ در ۷۷٫۴ در ۸٫۴ میلی‌متر
- وزن: ۲۰۳ گرم
- مقاومت: گواهی IP67، مقاومت در برابر گرد و خاک و آب (تا عمق یک متری به مدت ۳۰ دقیقه)
- تعداد سیم‌کارت: تک سیم‌کارته (نانو-سیم) یا دو سیم‌کارته (نانو-سیم، همزمان یکی فعال)
- جنس بدنه: محافظ نمایشگر از شیشه، فریم اطراف و عقب از پلاستیک

### سخت‌افزار
- سامانه روی یک تراشه: کوالکام SM7125 Snapdragon 720G (هشت نانومتری)[۶][۷][۸]
- پردازندهٔ مرکزی: ۸ هسته‌ای (دو هستهٔ ۲٫۳ گیگاهرتز Kryo 465 Gold و شش هستهٔ ۱٫۸ گیگاهرتز Kryo 465 Silver)
- پردازندهٔ گرافیکی: آدرنو ۶۱۸
- حسگر اثر انگشت: اپتیکال، زیر نمایشگر

### نمایشگر
- نوع: Super AMOLED
- ابعاد: ۶٫۷ اینچ (~۸۴٫۹٪ نسبت نمایشگر به بدنه)
- رزولوشن: ۱۰۸۰ در ۲۴۰۰ پیکسل، ۲۰:۹ (~۳۹۳ پیکسل در اینچ تراکم پیکسلی)
- نرخ به‌روزرسانی: ۹۰ هرتز
- روشنایی حداکثر: ۸۰۰ نیت[۹][۱۰]
- محافظ نمایشگر: گوریلا گلس ۵

### حافظه
- درگاه حافظه: microSDXC
- حافظه داخلی: ۱۲۸ گیگابایت با ۶ گیگابایت رم، ۱۲۸ گیگابایت با ۸ گیگابایت رم، ۲۵۶ گیگابایت با ۸ گیگابایت رم

### دوربین
- اصلی: ۶۴ مگاپیکسل (لنز واید ۲۶ میلی‌متری، f/1.8، فوکوس خودکار با تشخیص فاز، لرزش‌گیر اپتیکال تصویر)، ۸ مگاپیکسل (لنز تله‌فوتو، فوکوس خودکار با تشخیص فاز، لرزش‌گیر اپتیکال تصویر، f/2.4، زوم اپتیکال ۳ برابر)، ۱۲ مگاپیکسل (لنز اولترا واید با پوشش ۱۲۳ درجه، f/2.2)، ۵ مگاپیکسل (لنز ماکرو، f/2.4)
- قابلیت‌ها: فلش LED، پانوراما، HDR
- فیلم‌برداری: 4K@30fps، 1080p@30/120fps; لرزش‌گیر الکترونیکی تصویر-ژیروسکوپی
- سلفی: ۳۲ مگاپیکسل (لنز واید ۲۶ میلی‌متری، ۰٫۸ میکرومتر سایز پیکسل، ۱/۲٫۸ اینچ سایز سنسور، f/2.2)
- فیلم‌برداری سلفی: 4K@30fps، 1080p@30fps

### صدا
- اسپیکر: استریو
- رابط تی‌آراس: بله

### باتری
- باتری: باتری غیرقابل تعویض لیتیوم یونی با ظرفیت ۵۰۰۰ میلی‌آمپر ساعت
- سرعت شارژ: شارژ سریع ۲۵ وات[۱۱]

### قابلیت‌ها
- حسگرها: حسگر اثرانگشت (زیر نمایشگر، اپتیکال)، شتاب‌سنج، ژیروسکوپ، سنسور مجاورت، قطب‌نما
- سایر: +ANT

### شبکه
- فناوری: GSM / HSPA / LTE

۵جی : خیر

### اتصالات
- شبکه بی‌سیم: Wi-Fi 802.11 a/b/g/n/ac، دو بانده، Wi-Fi Direct، هات‌اسپات
- بلوتوث: بله
- جی‌پی‌اس: بله، با A-GPS, GLONASS, GALILEO, BDS
- ان‌اف‌سی: بله (بسته به بازار)
- یواس‌بی: یواس‌بی سی ۲٫۰
- سایر: پشتیبانی از OTG

### نرم‌افزار
- سیستم‌عامل پیش‌فرض: اندروید ۱۱ به‌همراه وان یوآی ۳٫۱
- پشتیبانی: ۳ سال پشتیبانی نرم‌افزاری و ۴ سال پشتیبانی امنیتی[۱۲]

### متفرقه
- رنگ‌ها: آبی، سفید، مشکی، بنفش
- مدل‌ها: SM-A725F, SM-A725F/DS
- قیمت در زمان عرضه: حدود ۴۵۰ یورو